# Brygada Kielecka AK
Brygada Kielecka AK – planowana jednostka sił zbrojnych Armii Krajowej, Okręg Radom-Kielce Armii Krajowej, Inspektoratu Kielce Armii Krajowej okresu akcji Burza w 1944 r.
Plany stworzenia brygady przewidywały Rozkaz Ogólny Nr 1 z 29 czerwca 1944 Komendanta Okręgu Radom-Kielce AK „Przygotowania do akcji powstańczej” oraz jego załączniki.
Rozkaz zakładał utworzenie w Inspektoracie "D" Kielce brygady z nadwyżek zmobilizowanych żołnierzy. Brygada miała składać się z dwóch pułków piechoty:
- Jędrzejowski Pułk Piechoty AK
- Kielecka Pułk Piechoty AK

Dowódcą brygady miał zostać ppłk Józef Mularczyk "Żor", a kapelanem - ks. Janusz Przyłęcki „Pęsa”.